# تشيتانيا
تشيتانيا ماهابرابهو (بالإنجليزية: Chaitanya Mahaprabhu) (تُنطق أيضًا كايتانيا, الترجمة الحرفية للأبجدية السنسكريتية الدولية (IAST) caitanya mahāprabhu) (من 1486 حتى 1534) كان قديسًا ومصلحًا اجتماعيًا من فيشنوي في شرق الهند (وبالتحديد في وقتنا الحاضر بنغلاديش وولايات بنغال الغربية وبيهار وجهار خاند ومانيبور وأسام وأوريسا في الهند) في القرن السادس عشر وكان يعبده أتباع جوديا الفيشنوية (Gaudiya Vaishnavism) على أنه تجسيد كامل للرب كريشنا. كان سري كريشنا تشيتانيا من الدعاة البارزين لمدرسة باكتي يوجا (Bhakti yoga) الفيشنوية (تعني الإخلاص في المحبة لـ كريشنا)، اعتمادًا على فلسفةبهاجفاتا بورانا (Bhagavata Purana) والبهاغافاد غيتا (Bhagavad Gita). وعلى وجه الخصوص، كان يعبد أشكال كريشنا، واشتهر بابتهالات هاري كريشنا (Hare Krishna) المعروفة باسم ابتهال مها وألف سيكساستاكام (Siksastaka) (الصلوات التعبدية الثماني) بـ اللغة السنسكريتية. وقد كان أتباعه، المعروفون باسم جوديا الفيشونية، قدسونه باعتباره تجسيد كريشنا أو نائبه في الأرض بنفس حالة ردهارني (Radharani) الذين توقعوا ظهوره في الآيات الأخيرة في بهاجفاتا بورانا (Bhagavata Purana)
وكانوا يشيرون إليه في بعض الأحيان بأسماء غورا (Gaura) (تعني في اللغة السنسكريتية الذهبي)، نظرًا لمنظره الذي يعكس العدل،  ونيماي (Nimai) لكونه وُلد تحت شجرةالنيم. هناك سير ذاتية مختلفة تروي تفاصيل حياته، أبرزها تشيتانيا تشاريتامريتا (Chaitanya Charitamrita]]) لـ كريشناداسا كافيراجا (Krishnadasa Kaviraja) جوسوامي (Goswami) وتشيتانيا بهاجفاتا (Chaitanya Bhagavata) لـ فريندافانا داسا (Vrindavana Dasa)  (وكُتبت كلها بـ البنغالية ولكنها متوفرة الآن على نطاق واسع باللغة الإنجليزية وباللغات الأخرى)، وكتب أيضًا لوتشانا داسا (Lochana Dasa) تشيتانيا مانجالا (Chaitanya Mangala). وتتخلل هذه الأعمال المكتوبة باللغة البنغالية بعض الآيات من اللغة السنسكريتية. إضافة إلى ذلك، ألف معاصروه سيرًا ذاتية أخرى. تعد أهمها التحفة الأدبية، سري تشيتانيا تشاريتامريتام ماهاكافيام (Sri Chaitanya Charitamritam Mahakavyam) التي كتبها كافي كارنابورا (Kavi Karnapura) وسري كريشنا تشيتانيا تشاريتامريتام بواسطة موراري جوبتا (Murari Gupta) (في 20 جزءًا اشتملت على 1911 قصيدة).

## حياة تشيتانيا

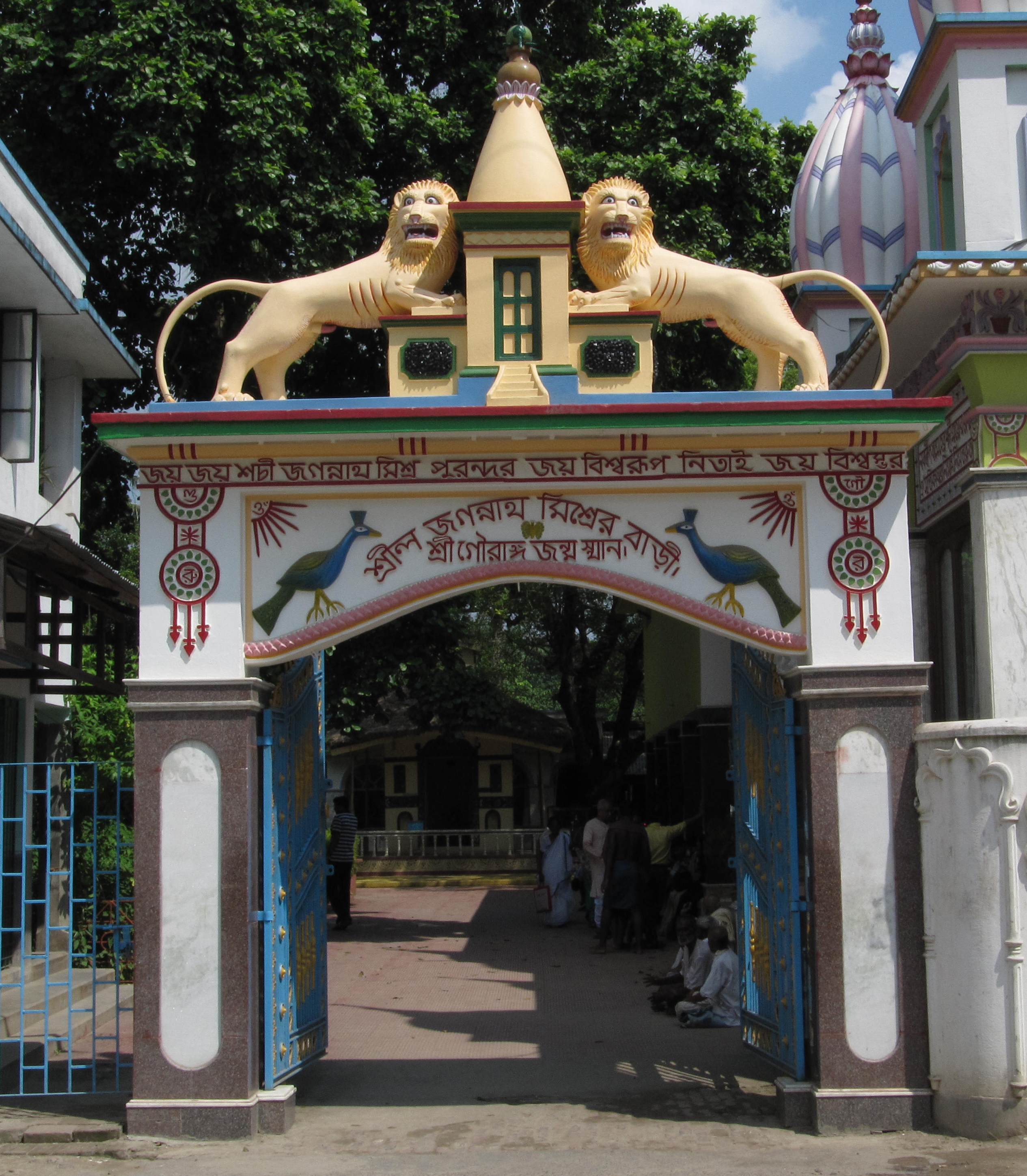
يُقال إن مسقط رأس تشيتانيا ماهابرابهو (Chaitanya Mahaprabhu) كان في منطقة براكين مايابور (Pracheen Mayapur) في نبادويب (Nabadwip)، في بنغال الغربية، الهند.

وفقًا لـ تشيتانيا تشاريتامريتا، ولد نيماي في ليلة تمام البدر في 18 فبراير 1486، ولكنه كان وقت خسوف للقمر. أطلق عليه والداه اسم 'فيشفامبهار' (Vishvambhar). كان سري تشيتانيا الابن الثاني لجاغاناث ميشرا (Jagannath Mishra) وزوجته ساشي ديفي (Sachi Devi) وكانوا يقطنون في مدينة نبادويب في ناديا (Nadia)، في بنغال الغربية. ما زال الجدل قائمًا حول سلاسة تشيتانيا بين شعب أوريسا (Orissa) وبنغال الغربية حيث كان لشري تشيتانيا (Shree Chaitanya) جذور عائلية في جاجبور (Jajpur)، أوريسا، إذ هاجر جده مادوكار ميشرا (Madhukar Mishra) إلى منطقة قريبة من البنغال.
وفي شبابه، اشتهر تشيتانيا ماهابرابهو في الأصل بأنه عالم واسع المعرفة، حيث كان الأبرز في تعلمه لـ المناظرة وأظهر مهاراته فيها. كان جوبيناث موخوبادهياي (Gopinath Mukhopadhyay) معلمه الخاص في تلك الفترة. هناك مجموعة من القصص تبين مدى انجذابه إلى هتاف (Japa) وترتيل (Bhajan) لأسماء كريشنا وهو في سن صغيرة جدًا، ولكنها تعد ثاني اهتماماته في اكتساب المعرفة ودراسة اللغة السنسكريتية. عندما سافر إلى جايا (Gaya) لأداء مراسم تأبين شرادا (Śrāddha) لوالده الراحل تشيتانيا قابل معلمه غورو (guru) والناسك إيسفارا بوري (Isvara Puri)، والذي استهل معهم ابتهالات جوبالا كريشنا (Gopala Krishna). كان ذلك اللقاء علامة فارقة أدت إلى تغيير مسار هائل في المستقبل المتوقَّع لماهابرابهو وعند عودته للبنغال، أصيب الفيشنويون المحليون والذين يترأسهم أدفيتا آشاريا (Advaita Ächärya) بالذهول لما رأوه من 'تغير فؤاده' المفاجئ الخارجي (من 'عالم' إلى 'متعبد') وسرعان ما أصبح تشيتانيا الزعيم البارز لجماعة الفيشنو في ناديا.
بعد أن ترك البنغال وبدأ دخول صنياسا (sannyasa) بأمر من كيسافا بهاراتي، (Kesava Bharati) جاب تشيتانيا أنحاء الهند طولًا وعرضًا لعدة سنوات، هاتفًا بالأسماء الإلهية لكريشنا باستمرار. قضى آخر 24 عامًا من حياته في بيوري (Puri) وأوريسا، ومدينة المعبد الكبير جاغاناث (Jagannäth). اعتبر إمبراطور أوريسا الهندوسي السيريافنشي، لـ جاجاباتي (Gajapati Kingdom) مهاريجا براتابارودرا ديف (Maharaja Prataparudra Dev) الرب كتجسيد كريشنا وكان نصيرًا متحمسًا ومتعصبًا دينيًا لجماعة سانكرتان (sankirtan) التي ينتمي إليها تشيتانيا. وفي أثناء تلك السنوات، اعتقد أتباع الرب تشيتانيا أنه انغمس في الحب الإلهي المختلف (سامادهي) (samādhi) وقضى أوقات فراغه في نشوة إلهية (باكتي).

## الهوية

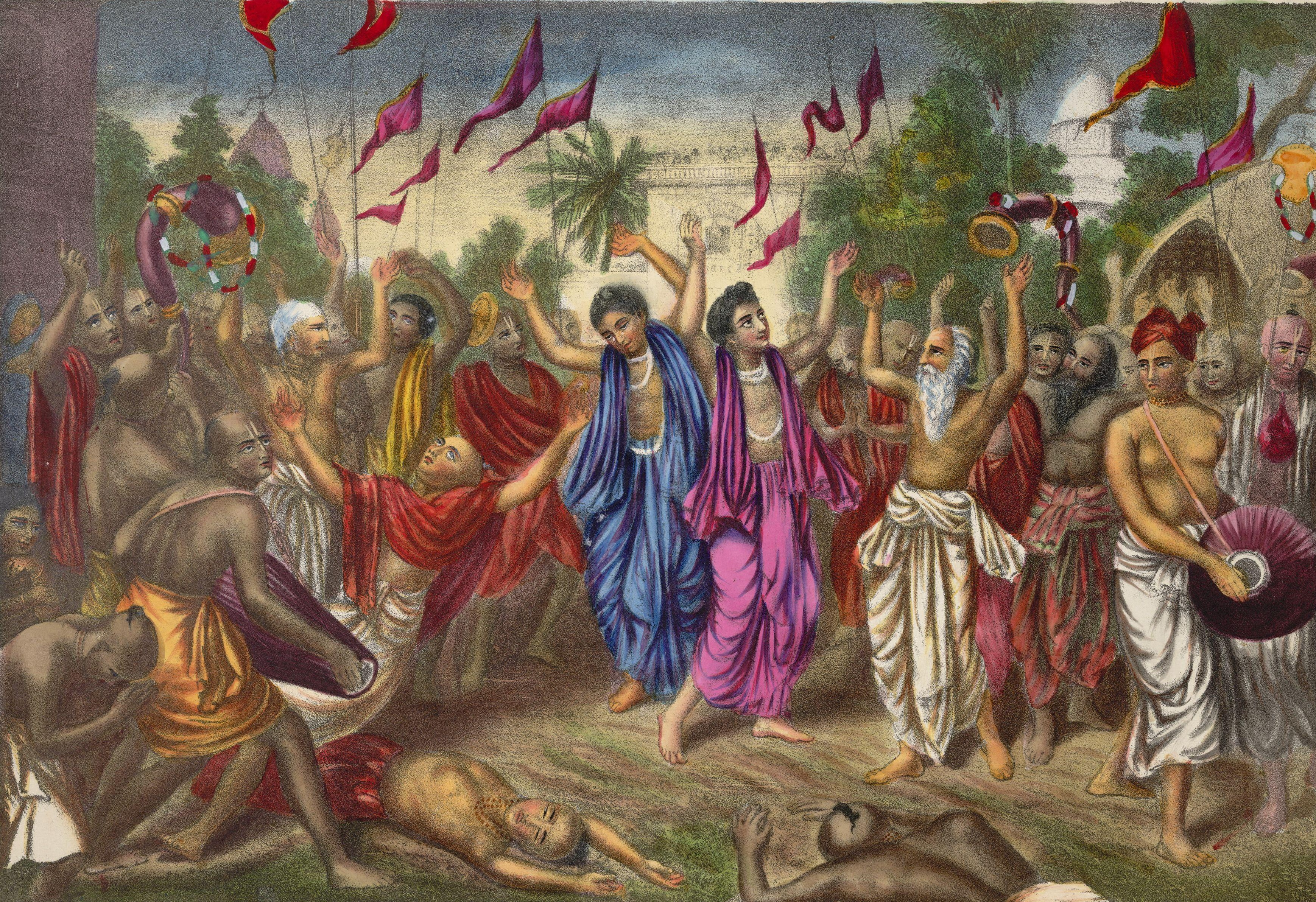
سري تشيتانيا ونتياناندا (Nityananda)، وهم يؤدونهتافات دينية' في شوارع نابادويب في البنغال.

وفقًا لمعتقدات أتباع كايتانيا ماهابرابهو الأرثوذكس كان يكمن بداخله جانبان متحدان: التعبد لكريشنا بنشوة واعتقاده أن كريشنا نفسه جزء لا يتجزأ من رادها (Radha). وفقًا لسير الأدباء في القرن السادس عشر، فإن الشكل العام الذي عرضه يبدو مطابقًا لشكل كريشنا في عدة مناسبات ولا سيما لـ أدفيتا أكاريا ونتياندا برابو (Nityānanda Prabhu).

## التعاليم
ترك تشيتانيا سجلاً وحيدًا مكتوبًا باللغة السنسكريتية يسمى سيكساستاكام. تتلخص التعاليم المعرفية واللاهوتية والوجودية لتشيتانيا في عشرة أسس وحكم يُطلق عليها داسا مولا (dasa mula):
1. وتُعد البيانات الواردة في كتاب أمانيا (amnaya) المقدس أكبر دليل. يتم تعليم الموضوعات التسعة التالية من خلال تلك البيانات.
2. كريشنا هو الحقيقة المطلقة العليا.
3. يزخر كريشنا بجميع القدرات.
4. كريشنا بحر زاخر بـ رازا (إلهيات).
5. تُعد جميع الأرواح المفردة (الأرواح المفردة) أجزاءً منفصلة عن الرب.
6. في الحالة المقيدة، تخضع الأرواح المفردة لتأثير السببية، نتيجة لطبيعتها تاتاسثا (tatastha).
7. في الحالة المتحررة، تتحرر الأرواح المفردة من تأثير السببية، نتيجة لطبيعتها تاتاسثا.
8. تختلف الأرواح المفردة والعالم المادي ويتطابقان مع الإله.
9. التعبد الورع هو ممارسة الأرواح المفردة.
10. الحب الخالص لكريشنا هو الهدف السامي.
11. كريشنا هو النعمة الوحيدة التي وصلت إلينا والجديرة بالحب .

## تقاليد تشيتانيا
على الرغم من تقليدهم في طقوس مادهفاتشاريا (Madhvacharya) وهتافات صنياسا التابعة لتقليد شانكارا (Adi Shankar)، تُعد فلسفة تشيتانيا في بعض الأحيان من ضمن التقاليد الخاصة به داخل إطار الفيشنويين - ووجود بعض الاختلافات الواضحة مع ممارسات وإلهيات أتباع مادهفاتشاريا الآخرين. وقد اقتبس مانترا أباديسا (Mantra Upadesa) من (إيسفارا بوري) وسانياسا ديكشا (Sanyasa Diksha) من كيسافا باهراثي (Kesava Bharathi).
لم يُعرف عن تشيتانيا ماهابرابهو أنه كتب أي شيء عن نفسه، باستثناء مجموعة آيات تعرف بـ سيكساستاكا، أو «الآيات الثماني التعليمية»، التي نطق بها، وسجلها أحد زملائه الأقربين. وتميزت الآيات الثماني التي ألفها ماهابرابهو باحتوائها على فلسفة جوديا الفيشنوية الكاملة في شكل مكثَّف. طلب تشيتانيا من عدد قليل من أتباعه (الذين عرفوا فيما بعد بـ المعلمين الأتقياء الستة الفيشنويين) لعرض إلهيات باختي التي تعلموها في كتاباتهم. كان القديسون وعلماء اللاهوت الستة هم روبا جوسوامي (Rupa Goswami) وساناتانا جوسوامي (Sanatana Goswami)، وغوبالا بهاتا جوسوامي (Gopala Bhatta Goswam)، وراغوناثا بهاتا جوسوامي (Raghunatha Bhatta Goswami) وراغوناثا داسا جوسوامي (Raghunatha dasa Goswami) وجيفا جوسوامي (Jiva Goswami) ابن شقيق روبا (Rupa) وساناتانا (Sanatana). كان هؤلاء الأفراد هم المسؤولين عن التنظيم المنهجي لإلهيات جوديا الفيشنوية (Gaudiya Vaishnava)
كان ناروتاما داسا ثاكور (Narottama Dasa Thakur) وسرينفاسا أكاريا وسياماناندا بانديت من أشد المخلصين من الجيل الثاني لجوديا الفيشنوية. ولكونهم تعلموا على يد جيفا غوسوامي، فقد كان لهم دور فعال في نشر تعاليم الغوسواميين في جميع أنحاء البنغال وأوريسا والمناطق الأخرى في شرق الهند. كان العديد من زملائهم، مثل راماكاندرا كافيجارا (Ramacandra Kaviraja) وجاجنا ناريان تشاكرافاتي (Ganga Narayan Chakravarti)، معلمين بارزين أيضًا في حد ذاتهم.
يعد مهرجان خيتيوري (Kheturi) التي ترأسته جانافا تاكوراني (Jahnava Thakurani)، زوجة نتياناندا برابو، هو اللقاء الأول الذي يجتمع فيه أتباع تشيتانيا من الفروع المختلفة سويًا. وخلال تلك الاحتفالات، يصبح أتباع العقائد الأقل تنظيمًا على دراية كبيرة بالفروع الأخرى بجانب الفوارق اللاهوتية والعملية الأخرى. وفي أثناء تلك الفترة، بدأ تابعونتياناندا وأدفيتا آشاريا، برئاسة فيرابهادرا (Virabhadra) وكريشنا ميشرا على التوالي في أنساب أسرتهم (فامسا) (vamsa) للحفاظ على التقاليد. تشكل سلالة فامسا المنحدرة من سلالة نتياناندا عن طريق ابنه فيرابهادرا الفرع الأبرز لتقاليد جوديا الحديثة، على الرغم من أن نسل أدفيتا، بجانب نسل العديد من الزملاء الآخرين لتشيتانيا يحافظون على سلالاتهم، خاصة في المناطق الريفية في البنغال. أسس جوبالا جورو غوسوامي (Gopala Guru Goswami)، الزميل الصغير لتشيتانيا وأحد أتباع فاكريسفارا بانديت (Vakresvara Pandit)، فرعًا آخر تعود أصوله إلى أوريسا. أثرت كتابات جوبالا، بجانب كتابات تلميذه دياناكاندرا جوسوامى (Dhyanacandra Goswami) أساليب العبادة الداخلية في العقيدة.
منذ البداية المبكرة لحركة باكتي لتشيتانيا في البنغال، كان هاريداسا ثاكور (Haridasa Thakur) وآخرون من المسلمين أو الهندوس منذ ولادتهم نصيب من المشاركة فيها. تلقى هذا الانفتاح دعمًا من بهاكتيفينودا ثاكورا (Bhaktivinoda Thakura) برؤيته بعيدة المدى في أواخر القرن التاسع عشر وأرسى أسسها بهاكتيسيدهانتا ساراسفاتي (Bhaktisiddhanta Sarasvati) في جوديا ماثا (Gaudiya Matha) التي كتبها في القرن العشرين. في القرن العشرين، وصلت تعاليم تشيتانيا إلى الغرب عن طريق أيه سي بهاكتيفيدانتا سوامي برابهوبادا (A.C. Bhaktivedanta Swami Prabhupada)، ممثل فرع بهاكتيفيدانتا ساراسفاتي ثاكورا (Bhaktisiddhanta Sarasvati Thakura) لعقيدة تشيتانيا. أسس بهاكتيفيدانتا سوامي حركته المعروفة بالجمعية الدولية للوعي بكريشنا (آي إس كيه سي أوه إن) (ISKCON) لنشر تعاليم تشيتانيا في جميع أنحاء العالم. أنشأ أيضًا جوارز وأتشارياس سارسواتا (Saraswata)، وهم من سلالة غوسوامي، وعدد آخر من الطوائف الهندوسية الذين يقدسون تشيتانيا ماهابرابهو، ومن بينهم المتعبدون في الأماكن المقدسة لعبادة الفيشنو الرئيسية في منطقة ماتورا (Mathura, Uttar Pradesh)، بنغال الغربية وأوريسا، أنشأوا معابد مخصصة لكريشنا وتشيتانيا خارج الهند في العقود الأخيرة من القرن العشرين. في القرن الحادي والعشرين، تُدرس الآن باكتي الفيشنوية عبر الوسائل الأكاديمية لـ طائفة كريشنا في عدد من المعاهد الأكاديمية.

## التراث الثقافي
إضافة إلى تأثيراته العميقة في الديانة الهندوسية، لا يزال التراث الثقافي لتشيتانيا في البنغال وأوريسا عميقًا، بجانب العديد من المستوطنين الذين يؤدون طقوس عبادتهم اليومية له على أنه أفتار كريشنا أو نائبه. ينسب له البعض النهضة في البنغال، على أنها مختلفة عن نهضة البنغال الأشهر في القرن التاسع عشر. يؤكد سليم الله خان (Salimullah Khan) اللغوي الشهير بالدليل القاطع أن «القرن السادس عشر هو الفترة الزمنية لتقدم تشيتانيا، وهو بداية الحداثة في البنغال. يتزامن مفهوم 'الإنسانية' الذي أتى بثماره مع نظيره في أوروبا».

## الحواشي
1. 1 2  المُعرِّف متعدِد الأوجه لمصطلح الموضوع | Chaitanya، QID:Q3294867
2. ↑  Krishna Das Kaviraj, Chaitanya Charitamrita (بالسنسكريتية والبنغالية), QID:Q2639813
3. ↑   https://archive.org/details/in.ernet.dli.2015.336613/page/n461/mode/2up. {{استشهاد ويب}}: |url= بحاجة لعنوان (مساعدة) والوسيط |title= غير موجود أو فارغ (من ويكي بيانات) (مساعدة)
4. ↑  Britannica: Caitanya Movement نسخة محفوظة 27 يناير 2008 على موقع واي باك مشين.
5. ↑  Ravi Shankar discusses Sri Chaitanya Mahaprabhu نسخة محفوظة 26 فبراير 2012 على موقع واي باك مشين.
6. ↑  Srimad Bhagavatam (Introduction) "Lord Caitanya not only preached the Srimad-Bhagavatam but propagated the teachings of the Bhagavad-gita as well in the most practical way." نسخة محفوظة 25 مايو 2013 على موقع واي باك مشين. [وصلة مكسورة]
7. ↑  Sri Chaitanya Mahaprabhu "He spread the Yuga-dharma, or the practice most recommended for the attainment of pure love for Sri Sri Radha-Krishna. That process is Harinam Sankirtan, or the congregational chanting of the Holy Names of the Lord: Hare Krishna Hare Krishna Krishna Krishna Hare Hare, Hare Rama Hare Rama Rama Rama Hare Hare" نسخة محفوظة 28 ديسمبر 2017 على موقع واي باك مشين.
8. ↑  Bhag-P 11.5.32 "In the age of Kali, intelligent persons perform congregational chanting to worship the incarnation of Godhead who constantly sings the names of Krishna. Although His complexion is not blackish, He is Krishna Himself. He is accompanied by His associates, servants, weapons and confidential companions." نسخة محفوظة 16 يونيو 2013 على موقع واي باك مشين. [وصلة مكسورة]
9. ↑  In the Name of the Lord (Deccan Herald) "He was also given the name of ‘Gaura’ because of his extremely fair complexion." نسخة محفوظة 07 ديسمبر 2006 على موقع واي باك مشين.
10. ↑  KCM Archive "They named Him Nimai, as he was born under a neem tree." [وصلة مكسورة] نسخة محفوظة 24 أبريل 2008 على موقع واي باك مشين.
11. ↑  Gaudiya Literature نسخة محفوظة 13 أغسطس 2017 على موقع واي باك مشين.
12. ↑  Biography of Sri Locana Dasa Thakura(salagram.net) [وصلة مكسورة] نسخة محفوظة 13 يونيو 2013 على موقع واي باك مشين.
13. ↑  Sri Caitanya Mahaprabhu: His Life and Precepts, by Bhaktivinoda Thakura "Caitanya Mahäprabhu appeared in Nabadwip in Bengal just after sunset on the evening of the 23rd Phälguna 1407 Shakabda, answering to 18 February 1486, of the Christian Era. The moon was eclipsed at the time of His 'birth'" نسخة محفوظة 17 مايو 2014 على موقع واي باك مشين. [وصلة مكسورة]
14. ↑  Sri Caitanya Mahaprabhu: His Life and Precepts, by Bhaktivinoda Thakura نسخة محفوظة 17 مايو 2014 على موقع واي باك مشين. [وصلة مكسورة]
15. 1 2  Nair, p. 87
16. ↑  CC Adi lila 14.22 نسخة محفوظة 06 مارس 2012 على موقع واي باك مشين.
17. ↑  CC Adi lila 17.9 "In Gayla, Sri Chaitanya Mähaprabhu was initiated by Isvara Puri, and immediately afterwards He exhibited signs of love of Godhead. He again displayed such symptoms after returning home." "نسخة مؤرشفة". مؤرشف من الأصل في 2014-09-24. اطلع عليه بتاريخ 2019-09-05.{{استشهاد ويب}}:  صيانة الاستشهاد: BOT: original URL status unknown (link)
18. ↑  Teachings of Lord Chaitanya "They were surprised to see Lord Chaitanya after He accepted his sannyasa order from Kesava Bharati" "نسخة مؤرشفة". مؤرشف من الأصل في 2015-05-15. اطلع عليه بتاريخ 2019-09-05.{{استشهاد ويب}}:  صيانة الاستشهاد: BOT: original URL status unknown (link)
19. ↑  History of Gaudiya Vaishnavism "Chaitanya spent the remainder of His life, another 24 years, in Jagannäth Puri in the company of some of His intimate associates, such as Svarüpa Dämodara and Rämänanda Räya" نسخة محفوظة 14 يونيو 2018 على موقع واي باك مشين.
20. ↑  Gaudiya Vaishnavas "His magnetism attracted men of great learning such as Särvabhauma Bhattächärya, the greatest authority on logic, and Shree Advaita Ächärya, leader of the Vaishnavas in Bengal, and men of power and wealth like the King of Orissa, Pratapa Rudra and his brähman minister, Rämänanda Räya..." نسخة محفوظة 02 مارس 2009 على موقع واي باك مشين.
21. ↑  Srimad Bhagavatam, Introduction نسخة محفوظة 25 مايو 2013 على موقع واي باك مشين. "At Puridhawm, when he [Chaitanya] entered the temple of Jagannätha, he became at once saturated with transcendental ecstasy" "نسخة مؤرشفة". مؤرشف من الأصل في 2013-05-25. اطلع عليه بتاريخ 2012-12-10.{{استشهاد ويب}}:  صيانة الاستشهاد: BOT: original URL status unknown (link)[وصلة مكسورة]
22. ↑  CC Adi-lila 17.10 نسخة محفوظة 24 سبتمبر 2014 على موقع واي باك مشين.
23. ↑  Chaitanya Bhagavata Ādi-khaṇḍa 1.122
24. ↑  Chaitanya Bhagavata, Madhya-khaṇḍa 24
25. ↑  Thakura, B. (1993). Jaiva dharma: The universal religion (K. Das, Trans.). Los Angeles, CA: Krishna Institute.
26. ↑  TLC: Lord Chaitanya's Mission "Although Lord Caitanya was widely renowned as a scholar in His youth, He left only eight verses, called Sikshashtaka" نسخة محفوظة 03 مايو 2014 على موقع واي باك مشين. [وصلة مكسورة]
27. ↑  History of Gaudiya Vaishnavism "He requested ... the Six Goswamis of Vrindavan, to systematically present ... the theology of bhakti he had taught" "نسخة مؤرشفة". مؤرشف من الأصل في 2017-06-21. اطلع عليه بتاريخ 2018-02-09.{{استشهاد ويب}}:  صيانة الاستشهاد: BOT: original URL status unknown (link)
28. ↑  Narottama Dasa Thakur: Biographyنسخة محفوظة 10 مايو 2015 على موقع واي باك مشين.
29. ↑  Festival of Kheturi [وصلة مكسورة] نسخة محفوظة 04 يناير 2016 على موقع واي باك مشين.
30. ↑  Charismatic Renewal in Gaudiya Vaishnavism (pdf) نسخة محفوظة 16 سبتمبر 2009 على موقع واي باك مشين.
31. ↑  Sherbow, P.H. (2004). "AC Bhaktivedanta Swami's Preaching In The Context Of Gaudiya Vaishnavism". The Hare Krishna Movement: the Postcharismatic Fate of a Religious Transplant: 139. مؤرشف من الأصل في 2020-04-08.
32. ↑  History of the Hare Krishna Movement [وصلة مكسورة] نسخة محفوظة 07 أغسطس 2007 على موقع واي باك مشين.
33. ↑  Krishnology (definition)نسخة محفوظة 05 فبراير 2012 على موقع واي باك مشين.
34. ↑  Bengal Studies Conference "History says that the Bengali people experienced the renaissance: not only once but also twice in the course of history. Bengalis witnessed the first renaissance in the 16 th century when Hossain Shah and Sri Chaitanya’s idealism influenced a sect of upper literal class of people" نسخة محفوظة 17 ديسمبر 2014 على موقع واي باك مشين.

## وصلات خارجية
- تشيتانيا على موقع الموسوعة البريطانية (الإنجليزية)
- تشيتانيا على موقع الموسوعة البريطانية (الإنجليزية)

- Gaudiya Vaishnavism - The Tradition of Chaitanya
- Krishna.com "All about Krishna." Teachings, history, art, MP3s.
- Bhaktivedanta Book Trust Website containing information about books authored by A. C. Bhaktivedanta Swami Prabhupada
- Sri Chaitanya Mahaprabhu: His Life and Precepts
- The Teachings of Lord Chaitanya Online Book
- Srimad Bhagavatam 11.5.32 A Verse from the Bhagavata Purana, which refers to Chaitanya Mahaprabhu
- Scriptural Statements/Predictions regarding Caitanya Mahaprabhu's birth
- Chaitanya Charitamrta Online Biography
- List of biographical works and other sources
- Golden Volcano — A Tragedy of Separation The Golden Volcano of Divine Love (by Srila B.R. Sridhar Maharaj)
- Lord Gouranga and His Message of Devotion (theosophical.ca)
- Chaitanya Mahaprabhu By Mahashakti Dasa
- Lord Gauranga – biography by Swami Sivananda
- Traditional Sanskrit scholars of Gaudiya Vaishnavism The center in Vrindavan for traditional Sanskrit studies pertaining to Sri Chaitanya Mahaprabhu